# Smålandskavlen
Smålandskavlen är en stor stafettävling i orientering, där stafett benämndes "budkavle" fram till 2005. Precis som namnet antyder håller man till i Småland, och premiärupplagan hölls 1953. Numera anordnas tävlingen dock oftast i slutet av oktober varje år. Smålandskavlen är den sista större orienteringstävlingen i Sverige under året.

## Historia
- 1953 - 8-9 november arrangerades den första Smålandskaveln.
- 1969 - En damklass lades till, idag benämnd som D21.'
- 1972 - En ungdomsklass för herrar lades till, H16. 1997 bytte man till H18. 2002 gick man tillbaka till H16.
- 1975 - En ungdomsklass för damer ledas till, D16. 1997 bytte man till D18. 2002 gick man tillbaka till D16.

## Segrare
| År   | Plats (Arrangör)                                              | H21                            | D21                 | H16/H18                | D16/D18                       | Ref.                                    |
| 1953 | Norrahammar (Hovslätts IK/Tabergs SK)                         | Jönköpings AIF                 | -                   | -                      | -                             | [ 1 ] [ 2 ]                             |
| 1954 | - (Tenhults SOK)                                              | IK Hakarpspojkarna             | -                   | -                      | -                             | [ 1 ] [ 2 ]                             |
| 1955 | - (Vimmerby OK)                                               | IK Hakarppojkarna              | -                   | -                      | -                             | [ 1 ] [ 2 ]                             |
| 1956 | - (Bredaryds SOK)                                             | OK Gisle                       | -                   | -                      | -                             | [ 1 ] [ 2 ]                             |
| 1957 | - (Västerviks OK)                                             | Frödinge-Brantestads SK        | -                   | -                      | -                             | [ 1 ] [ 2 ]                             |
| 1958 | Västervik (OK Gränsen)                                        | Mullsjö SOK                    | -                   | -                      | -                             | [ 1 ] [ 2 ]                             |
| 1959 | - (Hvetlanda GIF)                                             | Vimmerby OK                    | -                   | -                      | -                             | [ 1 ] [ 2 ]                             |
| 1960 | - (FK Finn)                                                   | Jönköpings OK                  | -                   | -                      | -                             | [ 1 ] [ 2 ]                             |
| 1961 | - (IF Hallby)                                                 | FK Finn                        | -                   | -                      | -                             | [ 1 ] [ 2 ]                             |
| 1962 | - (Nässjö IF/Bodafors OK)                                     | IFK Ronneby                    | -                   | -                      | -                             | [ 1 ] [ 2 ]                             |
| 1963 | - (OK Illern/Tranås AIF)                                      | IK Hakarpspojkarna             | -                   | -                      | -                             | [ 1 ] [ 2 ]                             |
| 1964 | - (IFK Sävsjö)                                                | Mullsjö SOK                    | -                   | -                      | -                             | [ 1 ] [ 2 ]                             |
| 1965 | - (Lessebo OK)                                                | IFK Ronneby                    | -                   | -                      | -                             | [ 1 ] [ 2 ]                             |
| 1966 | - (Hovslätts IK)                                              | IK Hakarpspojkarna             | -                   | -                      | -                             | [ 1 ] [ 2 ]                             |
| 1967 | - (OK Bävern)                                                 | Ulricehamns OK                 | -                   | -                      | -                             | [ 1 ] [ 2 ]                             |
| 1968 | - (Emmaboda OK)                                               | OK Silva                       | -                   | -                      | -                             | [ 1 ] [ 2 ]                             |
| 1969 | - (Vaggeryds SOK                                              | IK Hakarpspojkarna             | IK Uven             | -                      | -                             | [ 1 ] [ 2 ]                             |
| 1970 | - (Ankarsrums OK)                                             | Ludvika OK                     | Laholms IF          | -                      | -                             | [ 1 ] [ 2 ]                             |
| 1971 | - (Växjö OK)                                                  | Ulricehamns OK                 | Fjäderås AIK        | -                      | -                             | [ 1 ] [ 2 ]                             |
| 1972 | Gislaved (OK Gisle)                                           | Ulricehamns OK                 | OK Vilse            | OK Orion               | -                             | [ 1 ] [ 2 ]                             |
| 1973 | - (OK Vetlanda)                                               | Hagaby GoIF                    | Alfta SOK           | OK Orion               | -                             | [ 1 ] [ 2 ]                             |
| 1974 | Hycklinge (SOK Viljan)                                        | Ärla IF                        | Fjärås AIK          | FK Boken               | -                             | [ 1 ] [ 2 ]                             |
| 1975 | - (Jönköpings OK)                                             | Boxholms OK                    | IK Stern            | FK Boken               | OK Pan                        | [ 1 ] [ 2 ]                             |
| 1976 | - (IK Hakarpspojkarna)                                        | Hagaby GoIF                    | Fjärås AIK          | Istrums SK             | OK Pan                        | [ 1 ] [ 2 ]                             |
| 1977 | - (SOK Aneby)                                                 | IK Hakarpspojkarna             | IK Jarl             | Udevalla FK            | FK Boken                      | [ 1 ] [ 2 ]                             |
| 1978 | Bräkentorpasjön (FK Finn)                                     | Gustavsbergs IF                | Alvesta SOK         | Arboga OK              | Tenhults SOK                  | [ 1 ] [ 2 ]                             |
| 1979 | Eksjö (Eksjö SOK)                                             | Gustavsbergs IF                | Växsjö OK           | Hagaby GoIF            | IF Hagen                      | [ 1 ] [ 2 ]                             |
| 1980 | Stockaryd (IFK Stockaryd)                                     | IF Sturla                      | OK Ravinen          | OK Klippan             | Hylte OK                      | [ 1 ] [ 2 ]                             |
| 1981 | Nybro (Nybro OK)                                              | Gustavsbergs IF                | Stora Tuna OK       | Lessebo OK             | Hagaby GoIF                   | [ 1 ] [ 2 ]                             |
| 1982 | Tranås (OK Illern)                                            | IF Sturla                      | Stora Tuna OK       | Helsingin Suunnistajat | Hylte OK                      | [ 1 ] [ 2 ]                             |
| 1983 | Älmhult (OK Älme)                                             | OK Torfinn                     | Stora Tuna OK       | Hästveda OK            | Turebergs IF                  | [ 1 ] [ 2 ]                             |
| 1984 | Hultsfred (Hultsfreds OK)                                     | Almby IK                       | Stora Tuna OK       | Nässjö OK              | Vänersborgs SK                | [ 1 ] [ 2 ]                             |
| 1985 | Vimmerby (Vimmerby OK)                                        | NTHI                           | Stora Tuna OK       | Järfälla OK            | OK Tisaren                    | [ 1 ] [ 2 ]                             |
| 1986 | Bor (OK Stigen)                                               | Järfälla OK                    | Halden SK           | Lynx                   | OK Tor                        | [ 1 ] [ 2 ]                             |
| 1987 | Taberg (OK Berget/Hovslätts IK)                               | Pan-Önos                       | NTHI                | OK Hammaren            | Hestra IF                     | [ 1 ] [ 2 ]                             |
| 1988 | Gnosjö (Bredaryds SOK/Gnosjö FK)                              | NTHI                           | OK Hedströmmen      | Kangasala Kisa         | Lynx                          | [ 1 ] [ 2 ]                             |
| 1989 | Lekeryd (IK Hakarpspojkarna)                                  | Malmby IF                      | IFK Södertälje      | OK Tisaren             | Lynx                          | [ 1 ] [ 2 ]                             |
| 1990 | Smedby (Kalmar OK)                                            | Malmby IF                      | IFK Södertälje      | OK Tisaren             | Arboga OK                     | [ 1 ] [ 2 ]                             |
| 1991 | Landsbro (OK Njudung)                                         | IFK Södertälje                 | IFK Södertälje      | Leksands OK            | Spårvägen OK                  | [ 1 ] [ 2 ]                             |
| 1992 | Nässjö (Nässjö OK/Forserums SOK)                              | OK Tyr                         | Angelniemen Ankkuri | Lynx                   | Rasti Lukko                   | [ 3 ] [ 1 ] [ 2 ]                       |
| 1993 | Oskarshamn (SOK Viljan)                                       | IFK Södertälje                 | Angelniemen Ankkuri | OK Hällen              | Västerås SOK                  | [ 4 ] [ 1 ] [ 2 ]                       |
| 1994 | Anderstorp (OK Gisle/Anderstorps OK)                          | IFK Södertälje                 | Pargas IF           | OK Skogsfalken         | Tampereen Pyrintö             | [ 5 ] [ 1 ] [ 2 ]                       |
| 1995 | Örsjö (Nybro OK)                                              | IKF Lidingö SOK                | Pargas IF           | Delta                  | Lessebo OK                    | [ 6 ] [ 1 ] [ 2 ]                       |
| 1996 | Eksjö (Eksjö SOK)                                             | Rajamäen Rykmentti             | Angelniemen Ankkuri | OK Skogsfalken         | Tjällmo-Godegårds OK          | [ 7 ] [ 1 ] [ 2 ]                       |
| 1997 | Kånna (FK Finn/SK Graal)                                      | Bäkkelagets SK                 | OK Orion            | Delta                  | Rastikarhut                   | [ 8 ] [ 1 ] [ 2 ]                       |
| 1998 | Burseryd (Burseryds IF/OK Reftele/OK Vivill)                  | Halden SK                      | Pargas IF           | Ulricehamns OK         | FK Göingarna                  | [ 9 ] [ 1 ] [ 2 ]                       |
| 1999 | Växjö (Växjö OK/Gårdsby IK)                                   | IFK Lidingö SOK                | Pargas IF           | OK Tisaren             | FK Göingarna                  | [ 10 ] [ 1 ] [ 2 ]                      |
| 2000 | Huskvarna (IK Hakarpspojkarna/Jönköpings OK/Tenhults SOK)     | Kalevan Rasti                  | Halden SK           | Lynx                   | FK Göingarna                  | [ 11 ] [ 1 ] [ 2 ]                      |
| 2001 | Västervik (Västerviks OK/Gamleby OK/Gunnebo OK/Ankarsrums OK) | IK Hakarpspojarna              | IK Hakarpspojkarna  | Järla IF OK            | Tampereen Pyrintö             | [ 12 ] [ 1 ] [ 2 ]                      |
| 2002 | Norrahammar (Jönköpings OK/Tenhults SOK/IK Hakarpspojkarna)   | IK Hakarpspojkarna             | IK Hakarpspojkarna  | Spring Cup OK          | Tampereen Pyrintö             | [ 13 ] [ 1 ] [ 2 ]                      |
| 2003 | Eksjö (Eksjö SOK)                                             | Delta                          | Rastikarhut         | Lynx                   | OK Tisaren                    | [ 14 ] [ 1 ] [ 2 ]                      |
| 2004 | Landsbro (OK Bävern/OK Njudung)                               | OK Orion                       | Leksands OK         | Halmstad OK            | Tullinge SK                   | [ 15 ] [ 1 ] [ 2 ]                      |
| 2005 | Nybro (Nybro OK)                                              | Kalevan Rasti                  | IK Hakarpspojkarna  | Halmstad OK            | Tullinge SK                   | [ 16 ] [ 17 ] [ 18 ] [ 19 ] [ 1 ] [ 2 ] |
| 2006 | Hallaryd (OK Älme)                                            | Halden SK                      | Stora Tuna OK       | Spring Cup OK          | Järla IF OK                   | [ 20 ] [ 21 ] [ 22 ] [ 23 ] [ 1 ] [ 2 ] |
| 2007 | Oskarshamn (SOK Viljan)                                       | Södertälje-Nykvarn Orientering | IFK Lidingö SOK     | Hagaby GoIF            | MS Parma                      | [ 24 ] [ 25 ] [ 26 ] [ 27 ] [ 1 ] [ 2 ] |
| 2008 | Isaberg (OK Gisle/Hestra SSK)                                 | Vaajakosken Terä               | Stora Tuna OK       | Markbygdens OK         | Tullinge SK                   | [ 28 ] [ 29 ] [ 30 ] [ 31 ] [ 1 ] [ 2 ] |
| 2009 | Tenhult (IK Hakarpspojkarna/Tenhults SOK/Jönköpings OK)       | Kalevan Rasti                  | Tullinge SK         | Kangasala SK           | Sävedalens AIK                | [ 32 ] [ 1 ] [ 2 ]                      |
| 2010 | Tranås (SOL Tranås/OK 64 Torpa)                               | IFK Lidingö SOK                | Stora Tuna OK       | OK Tisaren             | Eksjö SOK                     | [ 33 ] [ 34 ] [ 35 ] [ 36 ] [ 1 ] [ 2 ] |
| 2011 | Mariannelund (Eksjö SOK/Hässelby SOK/Vimmerby OK)             | Kalevan Rasti                  | OK Pan Århus        | Fossum IF              | OK Kåre                       | [ 37 ] [ 1 ] [ 2 ]                      |
| 2012 | Klavreström (Växjö OK/Norrhults SOK/Kexholms SK)              | Kalevan Rasti                  | OK Pan Århus        | Tullinge SK            | Korsnäs IF                    | [ 38 ] [ 1 ] [ 2 ]                      |
| 2013 | Oskarshamn (SOK Viljan)                                       | IFK Lidingö SOK                | OK Pan Århus        | Tullinge SK            | Eksjö SOK                     | [ 39 ] [ 1 ] [ 2 ]                      |
| 2014 | High Chaparall (Anderstorps OK, Bredaryds SOK)                | IFK Lidingö SOK                | OK Pan Århus        | Stora Tuna OK          | IK Hakarpspojkarna            | [ 1 ] [ 2 ]                             |
| 2015 | Huskvarna (IK Hakarpspojkarna/Jönköpings OK/Tenhults SOK)     | IFK Lidingö SOK                | OK Pan Århus        | Nydalens SK            | Halden SK                     | [ 1 ] [ 2 ]                             |
| 2016 | Eksjö (Eksjö SOK/SOK Aneby)                                   | IFK Göteborg                   | OK Tisaren          | Tullinge SK            | IK Hakarpspojkarna            | [ 1 ] [ 2 ]                             |
| 2017 | Aneby (Eksjö SOK/SOK Aneby)                                   | IFK Göteborg                   | IFK Göteborg        | IF Hagen               | IK Hakarpspojkarna            |                                         |
| 2018 | Lammhult (Växjö OK/Värend GN/Alvesta OK/OK Norrvirdarna)      | Södertälje-Nykvarn Orientering | IFK Göteborg        | Sävedalens AIK         | IK Hakarpspojkarna            |                                         |
| 2019 | Åseda (OK Njudung/Kexholms SK)                                | IFK Göteborg                   | IFK Göteborg        | Växjö OK               | OK Skogsfalken / FK Göingarna |                                         |